# IKSU

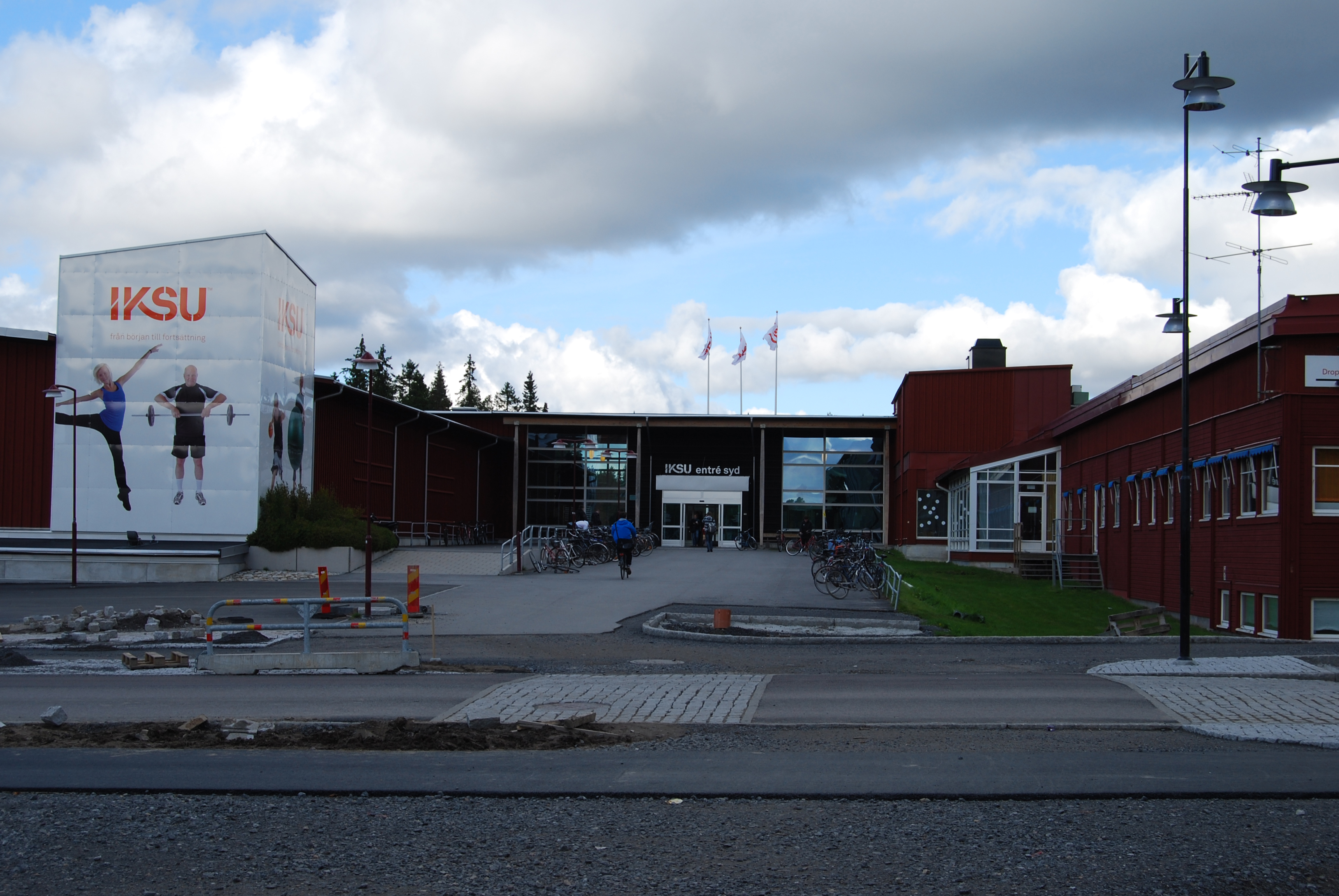

IKSU (швед. Idrottsklubben Studenterna i Umeå — «спортивный клуб студентов в Умео») — спортивный клуб и некоммерческая организация в городе Умео, Швеция.

## История и деятельность
Организация основана в 1959 году, на данный момент насчитывает более 18300 активных членов (при 130 лидерах и 70 сотрудниках) и является одной из крупнейших подобных в Швеции и Европе. Своё нынешнее название она получила в 1960 году, первоначально располагалась в Олидхеме и называлась Umeå Studenters Idrottsförening.
Её главное здание, называемое IKSU Sport и представляющее собой крытую арену, было построено в 1983 году на территории кампуса университета Умео; является самым большим спортивным объектом в Скандинавии, его площадь составляет 15000 м². В 2003 году был открыт IKSU spa в Умедалене, в 2012 году появилось третье здание — IKSU plus, предназначенное для групповых занятий фитнесом.
В Бренбале ежегодно с 1974 года проводится Brännbollscupen — чемпионат по бреннболу, организуемый IKSU, имеющий с 1997 года статус мирового первенства. Женская команда IKSU по флорболу считается одной из сильнейших.

## Критика
IKSU неоднократно критиковалась в шведской прессе за слишком дорогое членство в ней для студентов по сравнению с другими спортивными обществами.